# ایزابلای آراگون، ملکه فرانسه
ایزابلای آراگون (۲۸ ژانویهٔ ۱۲۷۱ (۲۳ سال)، همسر فیلیپ سوم، پادشاه فرانسه و ملکه فرانسه در سال‌های ۱۲۷۰ و ۱۲۷۱ بود.

## زندگی‌نامه
ایزابلا هشتمین و کوچک‌ترین فرزند شاه خایمه یکم از همسر دومش یولان مجار بود. تاریخ دقیق تولد او مشخص نیست اما یقیناً می‌توان گفت که او در اواخر ۱۲۴۷ یا اوایل ۱۲۴۸ میلادی به دنیا آمده‌است. پدرش که حامی صومعه سلطنتی سانتاماریا دی سیهنا بود در ژانویه ۱۲۴۸ مقرر کرده بود اگر صاحب فرزند پسر دیگری شود او را برای شوالیه‌های معبد تعلیم خواهد داد و اگر دارای دختر شود آن دختر را برای راهبگی به صومعه سانتاماریا دی سیهنا خواهد فرستاد اما این خواست پیش از تولد ایزابلا رها شد زیرا ایزابلا بعداً ازدواج نمود. 
در ۱۱ مه ۱۲۵۸ پیمان کوربی میان پدر ایزابلا و شاه لوئی نهم فرانسه بسته شد که براساس بخشی از مفاد آن بین پسر دوم لوئی یعنی فیلیپ و جوان‌ترین دختر خایمه یکم نامزدی برقرار گشت.  عروسی این دو در ۲۸ مه ۱۲۶۲ در شهر کلرمون-فران برگزار شد که در آن زمان فیلیپ به دلیل مرگ برادر بزرگ‌ترش لوئی در سال ۱۲۶۰ میلای تبدیل به وارث بلافصل تاج و تخت فرانسه شده بود.
ایزابلا در جنگ صلیبی هشتم بر علیه تونس در ژوئیه ۱۲۷۰ همراه شوهر و پدرشوهرش بود که یک ماه بعد با مرگ شاه لوئی نهم شوهرش به سلطنت رسید و او هم ملکه فرانسه شد. در راه بازگشت حوالی مارتیرانو در کالابریا هنگام گذر از رود ساوتو در۱۱ ژانویه ۱۲۷۱ میلادی در اثر سقوط از اسب آسیب دید. ایزابلا که شش‌ماهه حامله بود پسری را به صورت نارس زایمان کرد که آن پسر فوت نمود. ایزابلا خسته و تبدار را ابتدا به دژ مارتیرانو و سپس به کوزنتسا منتقل کردند تا آنکه در ۲۸ ژانویه ۱۲۷۱ در سن ۲۴ سالگی فوت کرد. مرگ ایزابلا ضربه روحی بسیار سختی برای شوهرش بود، به خصوص آنکه ایزابلا در این زمان حامله هم بود.
از آنجایی که ایزابلا دور از وطن خویش فوت نموده بود تشریفات موس تیوتونیکوس برای او انجام شد. ایزابلا ابتدا در کلیسای کوزنتسا کنار کودکش دفن شد و بعدها به مقبره سلطنتی در کلیسای سن-دنی منتقل شد. مقبره ایزابلا مانند بسیاری از مقبره‌های دیگر طی انقلاب فرانسه در اوت ۱۷۶۳ مورد بی‌حرمتی قرار گرفت.
مرگ غم‌انگیز ایزابلا در شعری از گابریله دانونزیو مورد انعکاس قرار گفته‌است.

## فرزندان
1. لوئی که تا زمان مرگش در ۱۲۷۰ وارث تاج و تخت فرانسه بود.
2. فیلیپ چهارم، پادشاه فرانسه
3. روبر
4. شارل، کنت والوآ